# Corporate Memphis

Ilustración en estilo Corporate Memphis de la humaaans design library

Corporate Memphis es un término que se usa (a menudo de manera despectiva) para describir un estilo de arte geométrico plano, ampliamente utilizado en las ilustraciones de las Big Tech a finales de la década de 2010 y principios de la de 2020. Suele criticarse y aparecer como de escasa inspiración y sinceridad, siendo funcionalmente intercambiable con las fotos de stock y otros instrumentos de comunicación de una imagen corporativa.

## Orígenes
Se considera que Corporate Memphis tiene sus raíces en un estilo que se ha denominado arte plano, una amplia categoría de estilos de ilustración caracterizados por formas planas y proporciones exageradas. Sin embargo, el inicio de Corporate Memphis como un estilo propio a menudo se atribuye a Alegria, un sistema de ilustración encargado por Facebook a la agencia de diseño Buck Studios en 2017. 
El título del estilo, que ha sido asignado coloquialmente, es una referencia al Grupo Memphis, un grupo de arquitectura italiano de la década de 1980 conocido por sus diseños que a menudo se consideran llamativos. También se le conoce como estilo Alegría o estilo artístico Big Tech. Los ilustradores que trabajan en este estilo a menudo se refieren a él como arte plano.

## Características visuales

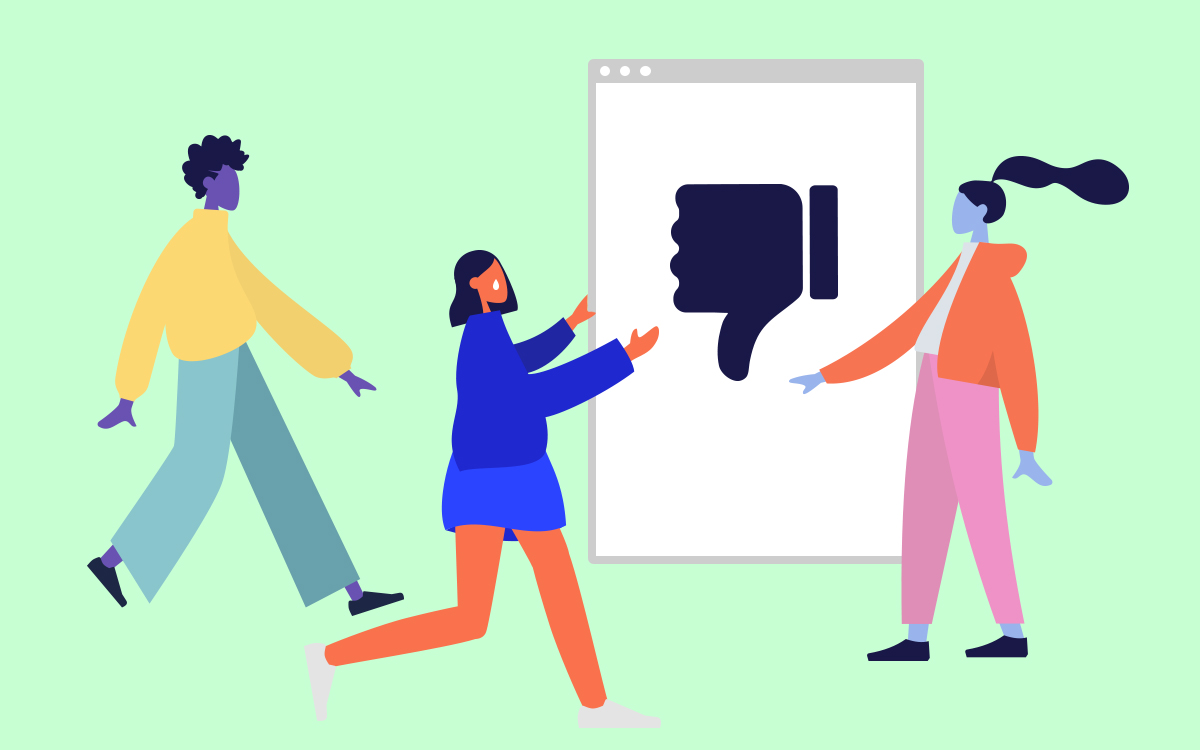
Obras de arte corporativas de estilo Memphis con personajes con tonos de piel azules y morados.

Los motivos comunes son personajes humanos planos en movimiento con características desproporcionadas como extremidades largas y flexibles, torsos pequeños, rasgos faciales mínimos o nulos y colores brillantes sin ningún tipo de mezcla. Los tonos de piel a menudo se representan de una manera no representativa, con colores azules y morados que se emplean para crear una sensación de inclusión.

## Recepción
Desde entonces, el estilo ha sido criticado por ser genérico, usado en exceso e intentar desinfectar la percepción pública al presentar la interacción humana en un optimismo utópico. la crítica del arte corporativo suelen ser similares a las críticas que se puedan hacer al capitalismo así como la contradicción entre los valores de este y los del arte.